# Wilhelm von Grumbach

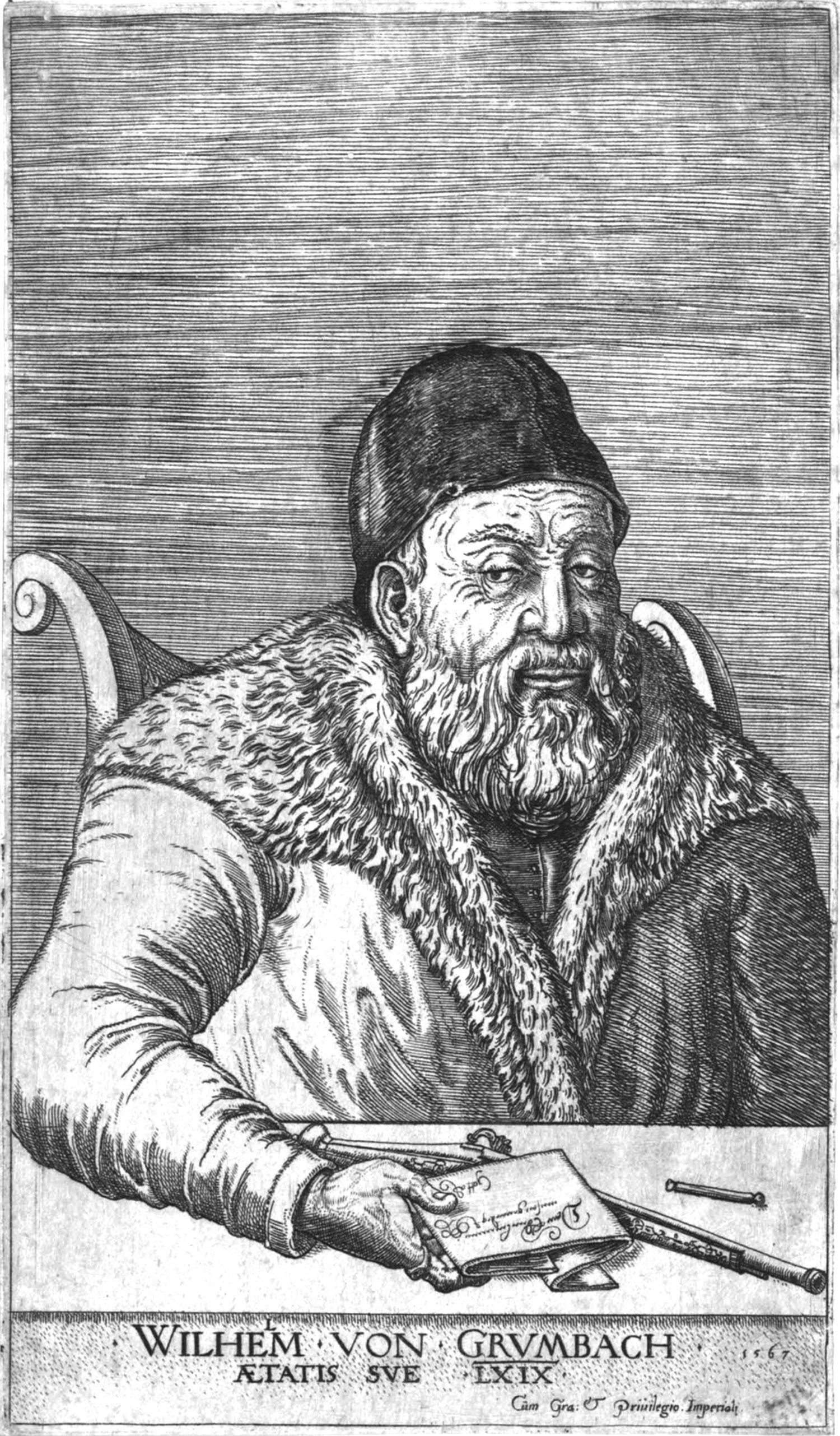
Wilhelm von Grumbach

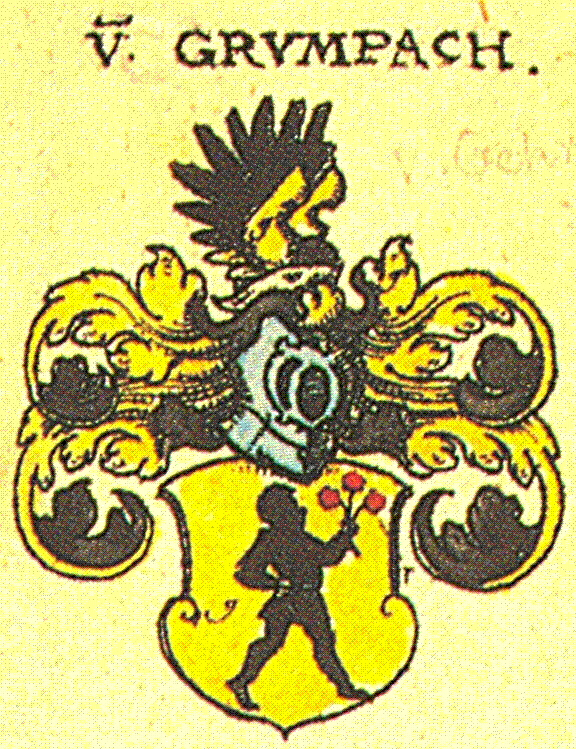
Wappen der Familie von Grumbach nach Siebmachers Wappenbuch

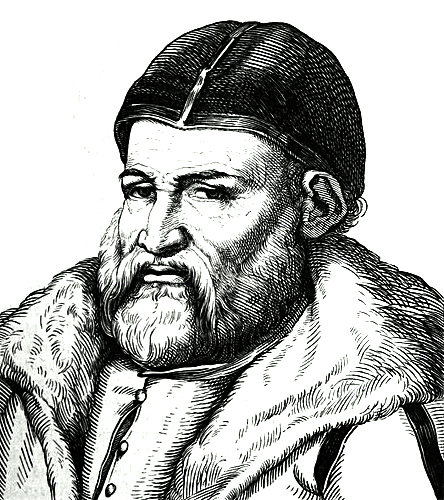
Nicht zeitgenössische Darstellung Wilhelms von Grumbach

Wilhelm von Grumbach (* 1. Juni 1503 in Rimpar bei Würzburg; † 18. April 1567 in Gotha) war ein fränkischer Reichsritter.
Ihm gehörten zahlreiche Güter zwischen Schweinfurt und Würzburg wie auch das Schloss Grumbach in Rimpar mit umliegenden Gütern. In die Geschichte ging er wegen der Grumbachschen Händel ein, die sich aus einer lehensrechtlichen Auseinandersetzung mit den Fürstbischöfen von Würzburg zu einer das ganze Reich belastenden Krisensituation entwickelten.

## Herkunft und frühe Jahre
Wilhelm von Grumbach entstammte dem Geschlecht der Herren von Grumbach, die eine Linie des fränkischen Uradelsgeschlechts Wolfskeel waren. Er gehörte zur Rimparer Linie dieses Rittergeschlechts, das rund um Schloss Grumbach sowie zwischen Würzburg und Schweinfurt ansehnliche Besitzungen hatte, sodass die Grumbachs zu den bedeutendsten und reichsten Vasallen des Hochstifts Würzburg gehörten, dem sie zwei Bischöfe und zahlreiche Domherren gestellt hatten. Wilhelms Eltern waren Conrad von Grumbach und Eva, geborene von Schwaigern. Seine Erziehung erhielt Wilhelm von Grumbach zunächst am Hof des Fürstbischofs von Würzburg, Lorenz von Bibra. Entscheidender war jedoch sein Aufenthalt am Hofe der Markgrafen Georg von Brandenburg-Ansbach und Kasimir von Brandenburg-Kulmbach, der ihm nicht nur eine gute Bildung, sondern auch weitreichende Beziehungen einbrachte. Wilhelm heiratete 1523 Anna von Hutten, Tochter des Hans von Hutten zu Frankenberg und der Barbara, geborene von Wallenfels zu Katschenreuth. Das Ehepaar hatte acht Kinder.
Im Bauernkrieg kämpfte Wilhelm von Grumbach 1525 an der Seite des Markgrafen Kasimir von Brandenburg-Kulmbach. Später erhielt er das wichtige Amt Cadolzburg. Markgraf Georg von Brandenburg bestimmte Grumbach 1540 zum Begleiter seines Mündels Albrecht Alcibiades bei der Reise nach Gent an den Hof Kaiser Karls V. Der Kaiser soll Grumbach den Eintritt in seine Dienste angeboten haben. Bei der Teilung des fränkisch-hohenzollernschen Gebiets zwischen dem jungen Markgrafen Albrecht Alcibiades und seinem Onkel war Wilhelm 1541 als Berater beteiligt.
In den späten 1530er Jahren, als Wilhelm schon einflussreiches Haupt der fränkischen Ritterschaft war, führte er mit seinem Lehensherrn, dem Fürstbischof Konrad II. von Thüngen, eine erbitterte Auseinandersetzung um den Gramschatzer Wald. Als er 1540 am Hofe Karls V. die Nachricht vom Tod des Bischofs erhielt, eilte er nach Würzburg, um Einfluss auf die bevorstehende Bischofswahl zu nehmen. Er erreichte, dass nicht sein Gegner Melchior Zobel von Giebelstadt, sondern der ihm nahe stehende Konrad III. von Bibra gewählt wurde, dessen Wahl auch Landgraf Philipp von Hessen unterstützte. Bibra legte den Lehensstreit bei, verlieh Wilhelm von Grumbach 1542 die Ämter Dettelbach und Stadtschwarzach, trat ihm einen Schuldbrief Philipps von Hessen über 10.000 Gulden ab und ernannte ihn 1543 zum Hofmarschall des Hochstifts.
Als Konrad von Bibra 1544 starb, konnte Grumbach nicht verhindern, dass Melchior Zobel zum Bischof gewählt wurde. Der hatte aber vor seiner Wahl Grumbach zugesichert, als Bischof alles anzuerkennen, was sein Vorgänger zu seinen Gunsten getan hatte.

## Die Grumbachschen Händel
Die Grumbachschen Händel entwickelten sich aus der lehensrechtlichen Auseinandersetzung zwischen Wilhelm von Grumbach und dem Würzburger Bischof Melchior Zobel zu einem Konflikt, der weite Teile der Ritterschaft erfasste und die Verfassung und den Frieden des Reichs bedrohte.

### Auseinandersetzung mit Fürstbischof Melchior Zobel
Schon bald nach seiner Wahl brach Bischof Melchior Zobel sein Versprechen, die zwischen Grumbach und Zobels Vorgänger getroffenen Vereinbarungen einzuhalten. Er forderte die 10.000 Gulden zurück, denn diese Schenkung seines Vorgängers an Grumbach sei ohne Zustimmung des Domkapitels erfolgt. Wilhelm von Grumbach zahlte 3.000 Gulden bar und stellte für den Rest einen Schuldschein aus. 1545 trat er von seinem Amt als Hofmarschall des Hochstifts Würzburg zurück. Im Schmalkaldischen Krieg diente Grumbach 1546 unter Albrecht Alcibiades und warb für den Kaiser ein Heer von 8.000 Reitern und 10.000 Landsknechten an. Dafür belohnte Karl V. ihn mit einer Anweisung auf die Stadt Königsberg in Bayern, die Grumbach für 100.000 Gulden an Albrecht Alcibiades abtrat. 1551 übergab Wilhelm von Grumbach alle bischöflichen Lehensgüter seinem Sohn und stellte sich ganz in den Dienst des Markgrafen Albrecht Alcibiades, der ihn zum Statthalter in Kulmbach ernannte.
Durch diesen Wechsel verband sich Wilhelm von Grumbach mit einem Fürsten, der in der ersten Hälfte der 1550er Jahre Krieg und Verwüstung über Franken brachte. Markgraf Albrecht beteiligte sich am Fürstenaufstand. Um bei den Verhandlungen für den Passauer Vertrag seinen Forderungen Gehör zu verschaffen, schickte er Wilhelm von Grumbach mit zwei weiteren Vertrauten nach Passau, die Mission blieb aber erfolglos. Albrecht begann daher auf eigene Rechnung den Zweiten Markgrafenkrieg. Sein Ziel war die Errichtung eines Herzogtums Franken unter den Hohenzollern, und zu diesem Zweck belagerte er Nürnberg, überfiel die Bistümer Bamberg und Würzburg, verwüstete Dörfer und Städte und forderte beträchtliche Geldzahlungen und Abtretung von Landbesitz. An diesen Kämpfen nahm Wilhelm von Grumbach nicht teil. Vielmehr wandte sich Melchior Zobel 1552 an Grumbach und beauftragte ihn, bei dem Markgrafen zu vermitteln. Grumbach erreichte eine Minderung der erpresserischen Forderungen, und Zobel stimmte am 21. Mai 1552 dem Vertrag mit dem Markgrafen zu. Als Gegenleistung musste Zobel am 11. Juni das Kloster Maidbronn und sechs Dörfer vertraglich an Grumbach abtreten (Sulzwiesen, Erbshausen, Hausen, Bergtheim, Oberpleichfeld, Kürnach). Der Wert dieser Überschreibung mit allen Rechten und den gesamten Einnahmen betrug etwa 80.000 Gulden.
Diese beiden Verträge wurden in der Folgezeit zum Gegenstand erbitterter Auseinandersetzungen. Karl V. erkannte den Vertrag mit dem Markgrafen nicht an, verhängte die Reichsacht über ihn und forderte den zögernden Zobel unter Strafandrohung zur Annullierung der Verträge auf. Davon gab Zobel auch Wilhelm von Grumbach am 15. September Kunde und forderte ihn zur Restitution auf, der Grumbach am 7. Oktober nachkam. Zobel erneuerte daraufhin dessen Stiftslehen und erließ ihm die Schuld von 7.000 Gulden. Als aber der Kaiser bei der Belagerung der Festung Metz Ende Oktober 1552 auf den Beistand der Truppen von Albrecht Alcibiades angewiesen war, machte er einen Rückzieher und bestätigte nun den Vertrag zwischen Bischof und Markgraf vom 21. Mai. Diese Cassatio cassationis verwirrte die Lage vollkommen. Zobel klagte daraufhin gegen den Markgrafen vor dem Reichskammergericht und erreichte im Dezember ein mandatum de non offendendo, das dem Markgrafen die Umsetzung seiner Drohungen untersagte. Zobel, von Papst Julius III. zur Unnachgiebigkeit ermahnt, schloss mit anderen Fürsten am 6. Mai 1553 ein Bündnis zum Schutz des Landfriedens, das sich 1556 dem Landsberger Bund anschloss. Karl V. empfahl einen friedlichen Vergleich, aber beide Seiten beharrten auf ihrem Standpunkt. Im Juni nahm Zobel an der erfolglosen Belagerung Schweinfurts teil, konnte aber wenigstens Grumbachs im Würzburgischen gelegenen Güter in Besitz nehmen. Grumbach strengte daraufhin beim Reichskammergericht einen Restitutionsprozess an und erreichte ein Mandat zur Wiedereinsetzung in seine Würzburgischen Besitzungen. Doch Bischof Zobel gab trotz des kaiserlichen Befehls die von ihm verheerten und besetzten Güter nicht heraus. Jetzt glaubte Ritter Grumbach, ein Recht zu haben, den Bischof zu Befolgung der von Kaiser und Reich erlassenen Befehle zu zwingen. Er berief sich damit auf das alte Rechtsinstitut der Fehde, und so begannen die Grumbachschen Händel.

### Ermordung des Fürstbischofs
Nun versuchte Grumbach sich des Bischofs von Würzburg zu bemächtigen. Am 15. April 1558 verkleideten sich Christoph Kretzer, Amtsverweser von Stadtschwarzach, Diener und engster Vertrauter Wilhelms, und seine Helfer als Frankfurter Kaufleute und warteten auf Bischof Melchior Zobel von Giebelstadt an der Alten Mainbrücke, damals dem einzigen Flussübergang. Wilhelm von Grumbach hatte zwar alle Vorbereitungen getroffen, war jedoch nicht persönlich zugegen. Der Bischof kam von der Burg herab geritten, um zum Dom oder zur gleich nebenan liegenden Regierungskanzlei am Kürschnerhof zu gelangen. Die Wegelagerer warteten auf den Bischof in der Gaststätte „Zum Rebstock“ in der Zeller Straße. Gegen 10 Uhr kam die Gruppe in die Nähe der „Tellsteige“ und wurde von Kretzer mit seinen Leuten höflich begrüßt. Unter dem Mantel zog Kretzer jedoch eine Pistole oder ein Gewehr hervor und erschoss den Bischof und zwei seiner Begleiter, die Hofherren Fuchs von Wonfurt und Carl von Wenkheim. Kretzer und seine Leute entkamen unerkannt. Da Wilhelm eigentlich den Bischof lebend in seine Rimparer Burg bringen wollte, um Lösegeld zu erzwingen, gehen Geschichtsforscher von einer unter Alkoholeinfluss missglückten Entführung aus. Der neue Fürstbischof Friedrich von Wirsberg nahm die Verfolgung auf. Kretzer wurde an der französischen Grenze im Schloss Schaumburg im damaligen Lothringen gefangen genommen, gestand 1558 die Tat, erhängte sich aber, bevor ihm der Prozess gemacht werden konnte, eine andere Überlieferung sagt, er sei an den Folgen der Misshandlungen seiner Bewacher gestorben.
Heute erinnern die so genannten „Zobelsäulen“ am Fußweg von der Brücke zur Burg an die Geschehnisse.

### Wilhelm von Grumbach und der Herzog von Sachsen
Nach dem Tod des Markgrafen Albrecht Alcibiades (8. Januar 1557) trat Wilhelm von Grumbach in den Dienst des Herzogs Johann Friedrichs II. des Mittleren von Sachsen, dessen Vater mit der Niederlage im Schmalkaldischen Krieg 1547 die Kurwürde an Moritz von Sachsen verloren hatte. Der Herzog „glaubte ebenso wie Grumbach, sich ungerechter Weise des väterlichen Erbes beraubt, und harrte gleichfalls auf eine Gelegenheit, sich desselben mit Gewalt wieder bemächtigen zu können, und dieser Gedanke wurde bei ihm zu einer fixen Idee“. Wilhelm von Grumbach stellte dem Herzog die Wiedererlangung der Kurwürde in Aussicht und bestärkte ihn in seiner fixen Idee mit Hilfe des „Engelsehers“ Hannes Tausendschön, eines Bauernsohns aus Sundhausen bei Gotha, der in ständigem Kontakt mit Engeln zu stehen behauptete.
Da Grumbachs Beteuerung, mit den Mördern nichts zu tun zu haben, nicht geglaubt wurde, floh er im Frühjahr 1558 nach Frankreich und trat als Obrist in französische Dienste. Diese Position sicherte ihm einen prestigebringenden Rückhalt beim französischen König und vermittelte enge Beziehungen zu zahlreichen deutschen Obristen und Rittmeistern aus dem niederen Adel, die in Westeuropa kämpften und nach dem Frieden von Cateau-Cambrésis ins Reich zurückkehrten. „Damit band der Ritter eine gefährliche, sehr mobile und schwer zu kontrollierende Kraft im Reich an sich, … die Grumbach immer wieder zu Druck und Drohungen benutzen konnte.“
Mit einer kaiserlichen Sicherheits-Urkunde erschien Grumbach 1559 auf dem Reichstag in Augsburg, um sich mit Friedrich von Wirsberg, dem neuen Bischof von Würzburg, zu versöhnen. Die Kurfürsten von Mainz und von der Pfalz setzten sich für Grumbach ein, aber der Bischof blieb unversöhnlich und versuchte, die Acht über Grumbach verhängen zu lassen. Der Kaiser überwies die Grumbach-Angelegenheit ans Reichskammergericht. Wilhelm von Grumbach ging zurück nach Frankreich. Bei der Wahl Maximilians II. zum römisch-deutschen König 1562 in Frankfurt versuchten die Kurfürsten nochmals, Bischof Wirsberg zu bewegen, den Streit mit Grumbach gerichtlich oder durch gewählte Schiedsrichter klären zu lassen, aber Wirsberg gab nicht nach.

### Überfall auf Würzburg
Grumbach hielt sich zu dieser Zeit auf der Burg Hellingen an der würzburgischen Grenze auf, die seinem Sohn Konrad gehörte. Dort versammelte er 1563 eine große Zahl seiner Anhänger. Bischof Wirsberg befürchtete einen Angriff und floh am 27. September 1563 auf die Festung Marienberg und weiter nach Nürnberg. Am 4. Oktober erschien Grumbach mit 800 Reitern und 500 Mann Fußvolk vor Würzburg, überwand die Bürgerwehr und drang in die Stadt ein. Seine Truppen raubten und plünderten, bis die vom Bischof eingesetzte Regierung einen vorgelegten Vertrag unterzeichnete, in dem Grumbach die Rückgabe seiner väterlichen Güter sowie voller Schadenersatz und Ausschluss des Rechtsweges zugesichert wurden. Schon am 8. Oktober zogen sich Grumbachs Ritter mit beträchtlicher Beute zurück. Der zurückgekehrte Bischof bestätigte auf Drängen des Domkapitels und der Bürgerschaft den Vertrag. Kaiser Ferdinand I. kassierte ihn aber, weil er militärisch erzwungen worden war, und erließ ein General-Mandat, in dem Grumbach und seine Genossen Ernst von Mandelsloh und Wilhelm von Stein zum Altenstein als Aufrührer und Landfriedensbrecher mit der Reichsacht belegt wurden. Wirsberg, den er ausdrücklich zur Ausführung des Generalmandats aufforderte, rechtfertigte sich, dass er wegen der Stärke von Grumbachs Streitmacht sich nicht mit ihnen einlassen könne, denn die gesamte fränkische Ritterschaft unterstütze Grumbach. Dem Herzog Johann Friedrich untersagte der Kaiser, die Geächteten bei sich aufzunehmen. Der Reichsdeputationstag in Worms stimmte im März 1564 der Ächtung zu.

### Vorbereitung eines Ritteraufstands
Wilhelm von Grumbach wusste die Druckerpresse geschickt zu nutzen, um sich in Flugschriften als vom Lehensherrn willkürlich enteigneter Vasall darzustellen – ein im niederen Adel weit verbreitetes antifürstliches Ressentiment. Mit seinem Widerstand erweckte er die Sympathie der Reichsritterschaft, die in der ersten Hälfte des 16. Jahrhunderts durch die Reichsreform marginalisiert wurde und in den Sog der Landesstaaten geraten war. Der 1495 auf dem Reichstag in Worms beschlossene ewige Landfriede mit Fehdeverbot nahm ihnen eine lukrative Verdienstmöglichkeit sowie ein wichtiges Mittel zur Sicherung ihrer Unabhängigkeit. Durch die Einführung der Reichskreise wurde zudem die Kluft zwischen Niederadel und Hochadel größer, da die Ritterschaft ohne Reichsstandschaft nicht in die neue Ordnung miteinbezogen wurde.
Als nach der Einnahme Würzburgs der einflussreiche Ritter Albrecht von Rosenberg als Wortführer des fränkischen Adels eine Revision aller Verträge des Stifts Würzburg mit der fränkischen Ritterschaft forderte, waren die süddeutschen Fürsten alarmiert. Bald darauf, im Februar 1564, veröffentlichten Wilhelm von Grumbach und Ernst von Mandelsloh ein Manifest, in dem sie ihre Sache als die des gesamten deutschen Adels darstellten. Zehn Tage später wandte sich die fränkische Ritterschaft an den Kaiser mit der Bitte, die Acht gegen Grumbach und Genossen zu suspendieren und eine friedliche Lösung herbeizuführen.
Auf dem Reichsdeputationstag in Worms (März 1564) äußerten die versammelten Fürsten ihre Sorge vor einer förmlichen Verschwörung der Reichsritterschaft, Grumbachs Überfall auf Würzburg sei nur der Vorbote größerer Ereignisse. Sie beschlossen deshalb eine Reichssteuer, mit der 1.500 Reiter unter dem Kommando des Kurfürsten August von Sachsen und des Herzogs Wilhelm von Jülich bezahlt wurden, die eventuelle Unruhen rechtzeitig zerschlagen sollten.
Von dem neuen Kaiser Maximilian II., der im Juli 1564 seine Herrschaft antrat, erhoffte die Ritterschaft Unterstützung, denn er hatte in der Vergangenheit eine wohlwollende Politik gegen Grumbach befürwortet, weil er ihn vielleicht im Türkenkrieg brauchen könnte. Als Kaiser verfolgte Maximilian aber das klare Ziel, die durch den Augsburger Reichs- und Religionsfrieden gewonnene Stabilität zu festigen. Deshalb entschied er, die Grumbachsche Angelegenheit dem für 1566 anstehenden Reichstag zu übergeben. Dort hatte die Ritterschaft keine Stimme, nur die Fürsten würden über ihn entscheiden, da konnte Wilhelm von Grumbach keine Nachsicht erwarten. Er nutzte die verbleibenden zwei Jahre, um politische Ränke zwischen den europäischen Landesherren zu schüren und einen allgemeinen Ritteraufstand zu organisieren. Er begann Edelleute aus Pommern, der Grafschaft Mark, Mecklenburg, Braunschweig, Halberstadt und Magdeburg zu mobilisieren. Im Ergebnis präsentierte er als seine „Beistände“ neun Grafen und 130 Ritter, die einen eindrucksvollen Querschnitt durch die Prominenz des norddeutschen Adels darstellten.
Der Bruder des Gothaer Herzogs, Johann Wilhelm, wollte die zu erwartende Bestrafung seines Bruders nicht mittragen müssen, und nötigte ihn zur Teilung des herzoglichen Gebiets in die beiden Herzogtümer Weimar und Gotha. Der im Februar 1565 geschlossene Vertrag war ein sogenannter Mutschierungsvertrag: Die Herrschaft sollte alle sechs Jahre getauscht werden.
Grumbachs Aktivitäten erreichten im Frühjahr 1565 einen dramatischen Höhepunkt. Im Februar besprach er in Römhild mit dem kriegserfahrenen Pfalzgrafen Wolfgang von Zweibrücken den Plan, mit Hilfe des Kaisers zu einer allgemeinen Rebellion zu schreiten, durch die die Territorialverfassung des Reichs gesprengt werden sollte. Das Territorium des ernestinischen Herzogs war dafür als Modell ausersehen: Der Herzog sollte den niederen Adel aus dem Landesverband entlassen und selbst dafür mit geistlichen Gütern entschädigt werden. Die erste Stoßrichtung sollte sich gegen Kursachsen richten, um für den Herzog die Kur zurückzuholen. Von diesen Plänen erfuhr August durch das Verhör von Justus Jonas, der bei August und dem ernestinischen Herzog in doppelten Diensten stand. Auch Albrecht von Rosenberg verbreitete in dieser Zeit Ideen, die auf eine Entmachtung der Fürsten und eine Schwächung der staatlichen Organisation hinausliefen. Zu diesem Zweck sollten Verhandlungen mit den Wiener Hof aufgenommen werden, und wenn das ohne Erfolg blieb, sollten die Ritter ihre Forderungen gewaltsam durchsetzen.
Unter diesen Umständen schickte Grumbach den einst im Dienste Karls V. tätigen, durch Bankrott verarmten Augsburger Patrizier David Paumgartner nach Wien. Er sollte Maximilian II. daran erinnern, dass schon seine Vorgänger Maximilian I. und Karl V. die Absicht gehabt hätte, Grafen, Herren und Adel im Reich an sich zu bringen. Die Ritterschaft sei jetzt dem Druck der höheren Stände ausgesetzt. Aus dieser sozialen Krisensituation aber könne der Kaiser Kapital schlagen: Grumbach und seine Genossen seien bereit, den Einsatz für das Haus Österreich zu wagen. Die Grafen, Herren und Ritter hätten kein anderes Ziel, als die unmittelbare Zugehörigkeit zum Haus Österreich und dem Kaiser. Gefahr drohe dem Kaiser auch vom sächsischen Kurfürsten August, weil der die Absicht auf die Kaiserkrone habe. Als Gegenmaßnahme sollte Paumgartner ein Bündnis des Herzogs von Sachsen mit dem Kaiser vorschlagen, um das sich die Ritterschaft sammeln würde. Damit Wilhelm von Grumbach ein solches Manöver vorbereiten könne, müsse die Reichsacht eine Zeitlang suspendiert werden. Der Kaiser reagierte hinhaltend. „Offensichtlich gedachte der Kaiser, Grumbach und die Unruhen im niederen Adel als Druckmöglichkeit im Spiel zu halten.“ Paumgartner blieb bis ins Frühjahr 1566 in Wien. Seine Mission bildete den letzten Höhepunkt der Adelskrise, inzwischen zeigte sich vor allem in Süddeutschland ein Umschwenken: Die sich ausbildende reichsritterschaftliche Organisation in Ritterkantonen war zwar von starkem Gegensatz zu den Fürsten getragen, aber dahinter stand eigentlich der Wille, sich territorial zu organisieren und sich der territorialen Verfassung des Reiches anzupassen.

### Exekution der Reichsacht
Auf dem Augsburger Reichstag im März 1566 wurde Wilhelm von Grumbach zu einer politischen Schachfigur in der Auseinandersetzung der lutherisch-calvinistischen Partei gegen die katholische. Kurfürst August von Sachsen führte mit überlegener Diplomatie im protestantischen Lager und überzeugte auch Herzog Johann Friedrichs Schwiegervater Friedrich von der Pfalz sowie alle protestantischen Fürsten, den Fall Grumbach nicht zum Hindernis für Zugeständnisse des Kaisers in der religiösen Frage werden zu lassen. Die Gothaischen Räte Heinrich Husanus und Obernitz durchschauten die Lage und drängten den Herzog, sich umgehend von Wilhelm von Grumbach und den Geächteten zu trennen, aber vergeblich.

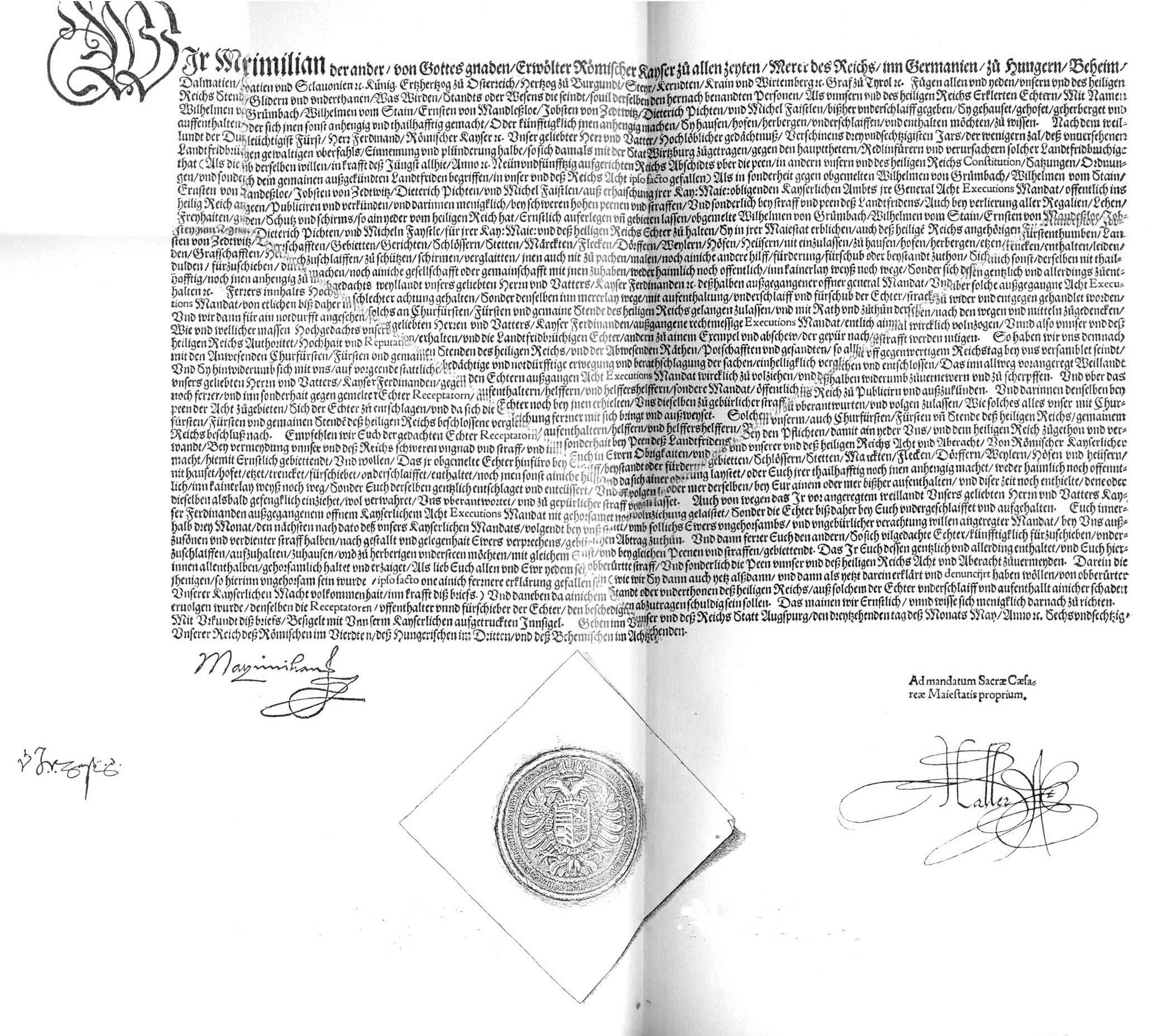
Achterklärung Kaiser Maximilians II. gegen Wilhelm von Grumbach vom 13. Mai 1566

Am 7. Mai erging vom Reichstag der einstimmige Beschluss über die Erneuerung und Vollstreckung der Acht gegen alle Beteiligten wegen Landfriedensbruchs. Kurfürst August von Sachsen wurde mit der Ausführung beauftragt, die dazu notwendigen Mittel sollten aus der Reichskasse bereitgestellt werden. Weil die finanzielle und militärische Hilfe aus dem Reich nur stockend anlief, schoss August die beachtliche Summe von 678.000 Gulden aus der kurfürstlichen Schatzkammer vor. Mit diesem Geld warben seine Heerführer eiligst Söldner.
Johann Friedrich ignorierte alle Warnungen seiner Freunde und Verwandten. Einer kaiserlichen Gesandtschaft, die ihn zur Entlassung der Geächteten aufforderte, antwortete er, dass Grumbach nur ihm zuliebe den Adelsaufstand abgeblasen habe und er sich außerstande sehe, ihn und seine Freunde gefangen zu setzen oder des Landes zu verweisen. Nach diesem offenen Affront gegen Reich und Kaiser musste die gewaltsame Vollstreckung der Acht folgen. Doch vorher ergingen noch drei Mandate an den Herzog. Als Johann Friedrich auch darauf nicht reagierte, wurde endlich am 12. Dezember 1566 die Acht gegen ihn persönlich ausgesprochen und ihre Vollziehung ebenfalls Kurfürst August übertragen. Der Herzog fügte sich auch dann noch nicht, als ihm der Reichsherold den Achtsbrief überbrachte.
Erst als Kurfürst August in Erfurt Truppen sammelte, glaubte er an einen militärischen Konflikt und zog knapp 3.000 Mann schlecht bewaffnetes Landvolk, etwa 300 Söldner und 700 Mann aus der Bürgerschaft zusammen. Der gothaische Landadel beteiligte sich nicht. Kurfürst August ließ sein Kriegsvolk, 5.489 Reiter und etwa 10.000 Fußsoldaten, am 29./30. Dezember vor Gotha ziehen und traf am 22. Januar selbst dort ein. Schon am 3. Januar 1567 erschien auf einem Landtage in Saalfeld ein kaiserlicher Herold und verwies alle Untertanen Johann Friedrichs an dessen Bruder Johann Wilhelm.
Der Kurfürst, in dessen Lager sich auch Johann Wilhelm befand, schloss die Stadt Gotha und die Feste Grimmenstein ein. Er vertraute auf ideologische Kriegsführung und ließ reichlich aufwiegelnde und warnende Schriften in die Stadt schmuggeln. Im März 1567 zerstörten die Belagerer die Mühlen, die Brunnenleitungen und den Leinakanal, um die Wasserversorgung der Stadt zu sperren. Die Eingeschlossenen leisteten 15 Wochen lang Widerstand. Als aber der Herzog während der Belagerung Münzen schlagen ließ, auf denen er sich einen geborenen Kurfürsten nannte, verweigerten sie ihm den Gehorsam. Erst als die Belagerer sich am 4. April 1567 der geächteten Ritter und der Ratgeber des Herzogs bemächtigten, erlaubte Johann Friedrich den Vasallen und Bürgern, in seinem Namen mit Kurfürst August eine Kapitulation auszuhandeln. Darin wurde bestimmt, dass der Herzog ohne Vorbehalt dem Kaiser zu übergeben sei, Wilhelm von Grumbach und alle anderen Geächteten ausgeliefert werden, und dass Magistrat und Bürgerschaft von Gotha in Johann Friedrichs Namen vor dem Kurfürsten als Vertreter des Kaisers kniend Abbitte tun und dem Herzog Friedrich Wilhelm als ihrem neuen Landesherrn zu huldigen haben. Auch die Helfer Grumbachs, Kanzler Christian Brück, der Engelseher Hannes Tausendschön, Wilhelm von Stein und andere wurden gefangengesetzt. Ernst von Mandelsloh hatte sich schon vor der Belagerung nach Niedersachsen gerettet.

### Verhör und Hinrichtung
Im „Notariatsinstrument, die Prozeßacten gegen Grumbach und seine Mitgefangenen enthaltend, vom 22. April 1567“, die im Sächsischen Hauptstaatsarchiv Dresden, Geheimes Archiv Loc. 4414/2, Bl. 155–193 als Originale erhalten geblieben sind, sind die Anklageschriften zu den Hinrichtungsurteilen von Gotha für Wilhelm von Grumbach und seine Anhänger enthalten.
In den gütlichen und peinlichen Befragungen Grumbachs und seiner Genossen, denen Kurfürst August hinter einem Vorhang persönlich beiwohnte, wurden die Ziele und Gedanken Grumbachs noch einmal deutlich: die unbedingte Berufung auf den Kaiser, die unerbittliche Feindschaft gegen den konsolidierten Landesstaat, die Rechtfertigung der Gewaltanwendung im Sinne der Fehde durch einen vom Fürsten unabhängigen Adel. Seine Erlebnisse mit dem Hochstift Würzburg empfand er noch immer als bitteres Unrecht. In der Begründung der Todesurteile spielte der Vorwurf, Grumbach und seine Genossen hätten einen Adelsaufstand geplant, dann eine wesentliche Rolle.
Wilhelm von Grumbach, Kanzler Christian Brück und Wilhelm von Stein wurden am 18. April 1567 auf dem Marktplatz von Gotha gevierteilt. Die Stelle ihrer Hinrichtung markiert noch heute eine Platte aus „Tambacher Rotliegend“ im Pflaster an der Südseite des Rathauses, deren Erneuerung durch die Verwandten des Kanzlers Brück im April 1997, anlässlich der 430-jährigen Wiederkehr der Hinrichtung, veranlasst wurde. Grumbach wurde vorher, nach dem Schlagen auf das Rad, die Brust geöffnet, das Herz aus dem Körper gerissen und ins Gesicht geschlagen, wobei der Scharfrichter ihm zurief: „Sieh Grumbach, dein falsches Herz!“ Stein erhielt die Gnade, vor der Vierteilung mit dem Schwert gerichtet zu werden. Der Engelseher Hannes Tausendschön wurde gehängt. Der Rest der Geächteten, darunter auch David Paumgartner, wurde mit dem Schwert gerichtet. Die Körperteile der Gevierteilten wurden auf zwölf Stangen vor den Toren Gothas ausgehängt. Das Sühneschwert wird heute von der Unteren Denkmalbehörde in Würzburg aufbewahrt und war kurzzeitig als Leihgabe im Schloss Grumbach in Rimpar zu sehen. Das Schwert stand bis 2002 im Eigentum der Freiherren Zobel von Giebelstadt, der Nachfahren von Fürstbischof Melchior Zobel von Giebelstadt. Auch das Richtbeil, mit dem Wilhelm von Grumbach gevierteilt wurde, hat sich erhalten.

## Nachwirkungen
Die auf 800.000 Gulden berechneten Kosten der Exekution wurden zwar zum Teil durch Reichs- und Kreissteuern aufgebracht, einen großen Teil mussten aber die beiden Söhne Johann Friedrichs tragen, die erst 1570 zum Besitz ihres Erbes gelangten. Sie teilten 1572 das Land ihres Vaters. Der ältere, Johann Casimir, erhielt Coburg, der jüngere, Johann Ernst, Eisenach. Beide starben unbeerbt und ihre Besitzungen gingen auf die beiden Söhne ihres Oheims Johann Wilhelm über.
Der erfolgreiche Vollzug der Reichsacht festigte Kursachsens Stellung im Reich in einer bis dahin nicht gekannten Weise. Dass Kurfürst August innerhalb weniger Tage knapp 700.000 Gulden ohne die Mithilfe der Landstände oder der oberdeutschen Bankhäuser mobilisieren konnte, stellte seine finanzielle und wirtschaftliche Macht eindrucksvoll zur Schau. Nach der „Grumbachschen Fehde“ wurde die albertinische Kurwürde von den Ernestinern nie wieder in Frage gestellt.

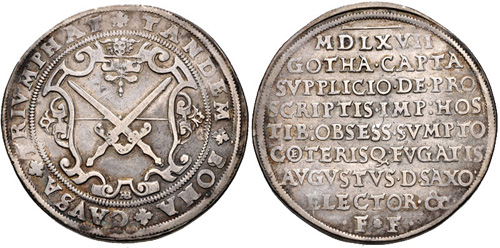
Kurfürst August, Taler auf die Einnahme von Gotha (1567)

Burg Grimmenstein wurde geschleift. Kurfürst August ließ 1567 in seiner Münzstätte Dresden einen Taler auf die Einnahme von Gotha (1567) prägen mit demonstrativ großem Kurschild und der lateinischen Umschrift: „Endlich siegt die gute Sache“ und der Inschrift auf der Rückseite: „Als im Jahre 1567 die Stadt Gotha eingenommen, die Strafe an den geächteten belagerten Reichsfeinden vollzogen und die übrigen in die Flucht geschlagen worden, ließ August, Herzog zu Sachsen und Kurfürst, (diese Münze) machen.“
Herzog Johann Friedrich kam zuerst nach Dresden, später nach Wien, wo er in einem offenen Wagen bei strömendem Regen zur Belustigung der Menge herumgefahren wurde. Danach war er 22 Jahre in kaiserlicher Haft in der Burg in Wiener Neustadt. Bis zu ihrem Tode im Jahre 1594 stand ihm dabei seine Ehefrau Elisabeth treu zur Seite. Danach kam er nach Steyr, wo er am 9. Mai 1595 im Alter von 66 Jahren völlig vereinsamt starb.
Auf der Anhöhe, wo sich einst die Burg Grimmenstein erhob, steht heute Schloss Friedenstein, das Ernst der Fromme, ein Enkel von Johann Wilhelm, als Residenz für sein 1640 eingerichtetes Herzogtum bauen ließ, Grundsteinlegung am 26. Oktober 1643.
1572 starb die Witwe Wilhelm von Grumbachs, während sich Conrad von Grumbach, der einzige Sohn aus dieser Ehe, mit dem Würzburger Stift wieder versöhnte, 1593 als „Goldmacher“ einen alchemistischen Vertrag mit Julius Echter abschloss und einen Teil der 1566 beschlagnahmten Güter zurückerhielt. 1603 starb das Geschlecht der von Grumbach aus, da die Enkel Wilhelms, Wolff und Wilhelm, kinderlos blieben. Der Grumbachsche Besitz (zuletzt noch ein Schlösschen in Püssensheim) fiel wieder an das Hochstift Würzburg unter Julius Echter zurück.
Ernst von Mandesloh (1522–1602), der letzte bedeutende niedersächsische Söldnerführer und Soldunternehmer, kämpfte später auf der Seite Wilhelms von Oranien und der Hugenotten. Nach der Lösung aus der Reichsacht 1577 lebte er vor allem in Magdeburg, wo sein Haus in der Prälatenstraße von großem Reichtum zeugte, er nahm aber immer noch Dienste bei verschiedenen Fürsten an.

## Rezeption

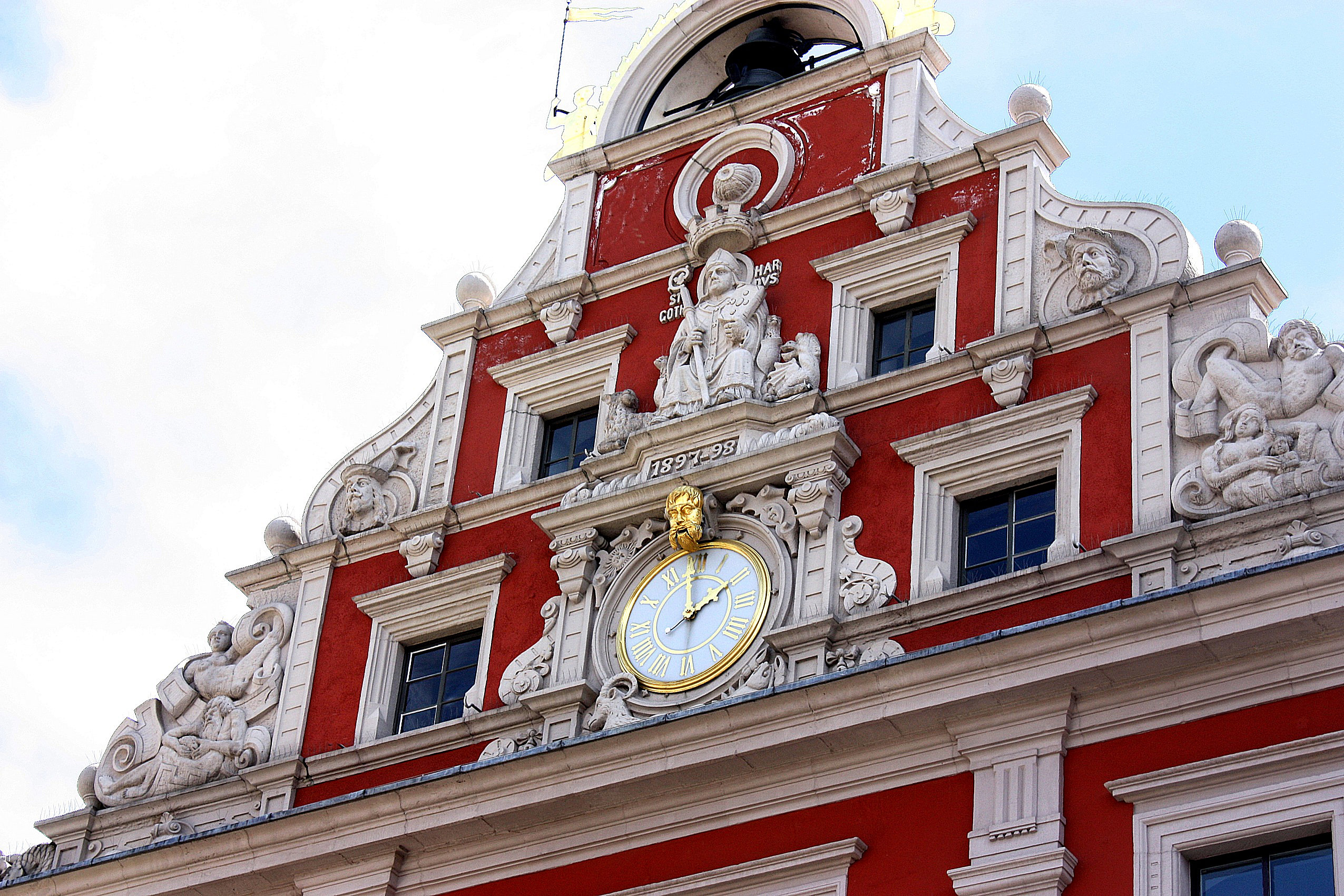
Giebel des Alten Rathauses von Gotha mit dem Grumbachskopf über der Uhr

In Gotha hat sich die Erinnerung an Wilhelm von Grumbach und sein Ende bis heute in zwei populären Sagen erhalten.
Jene vom Grumbachskopf und Mohrengesicht berichtet über die angebliche Flucht Wilhelms von der Burg Grimmenstein und den Verrat seines Verstecks in der Stadt durch einen Bediensteten, einen Mohren. Der über der Uhr auf der Nordseite des Gothaer Rathauses angebrachte vergoldete Kopf (im Volksmund Grumbachskopf) soll zur Erinnerung an den enthaupteten Ritter dort angebracht worden sein. Eine mechanische Besonderheit des Kopfes ist der bewegliche Unterkiefer, der zu jeder vollen Stunde beim Schlagen der Rathausuhr nach unten klappt.
Die zweite,  Grumbachs Gebeine  betitelte Überlieferung beschreibt die heimliche Entfernung der zerstückelten Überreste des Hingerichteten von den Stangen vor den Stadttoren und deren Verbleib in einer schlichten Holzkiste in der Gruft unter der Schlosskirche des Friedenstein. Die Sage erklärt jedoch nicht, wie die Gebeine Wilhelms über 100 Jahre nach seinem Tod in die erst 1679 eingerichtete Fürstengruft gekommen sein sollen und wo sie in der Zwischenzeit verblieben waren. Die im Volksmund lange für wahr gehaltene Überlieferung konnte vor Jahren durch eine Überprüfung der Gruft zweifelsfrei widerlegt werden.

## Nachkommen
- Elisabeth, † 1544
- Ursula ⚭ Kaspar Zöllner von Hallburg
- Margarethe ⚭ Philipp Truchseß von Pommersfelden
- Sophia ⚭ Carl von Grumbach zu Estenfeld
- Barbara ⚭ Albrecht von Maßbach
- Anna, † 1544
- Amalia ⚭ Martin Sützel von Mergentheim zu Balbach
- Conrad, Hochfürstlich Würzburgischer Amtmann zu Karlstadt, † 1599[27], der nacheinander mit Barbara von Vellberg, Brigitta von Ehrenberg und Maria von Brempt verheiratet war und sechs Kinder hatte:
  - Wilhelm, † 1603 (als letzter der Linie)
  - Martha, † 1577
  - Wolf, zu Burggrumbach, † 1601
  - Agatha, † 1577
  - Brigitta, † 1571
  - Elisabetha ⚭ Christoph von Bastheim